# Bergkirche (Frohnleiten)

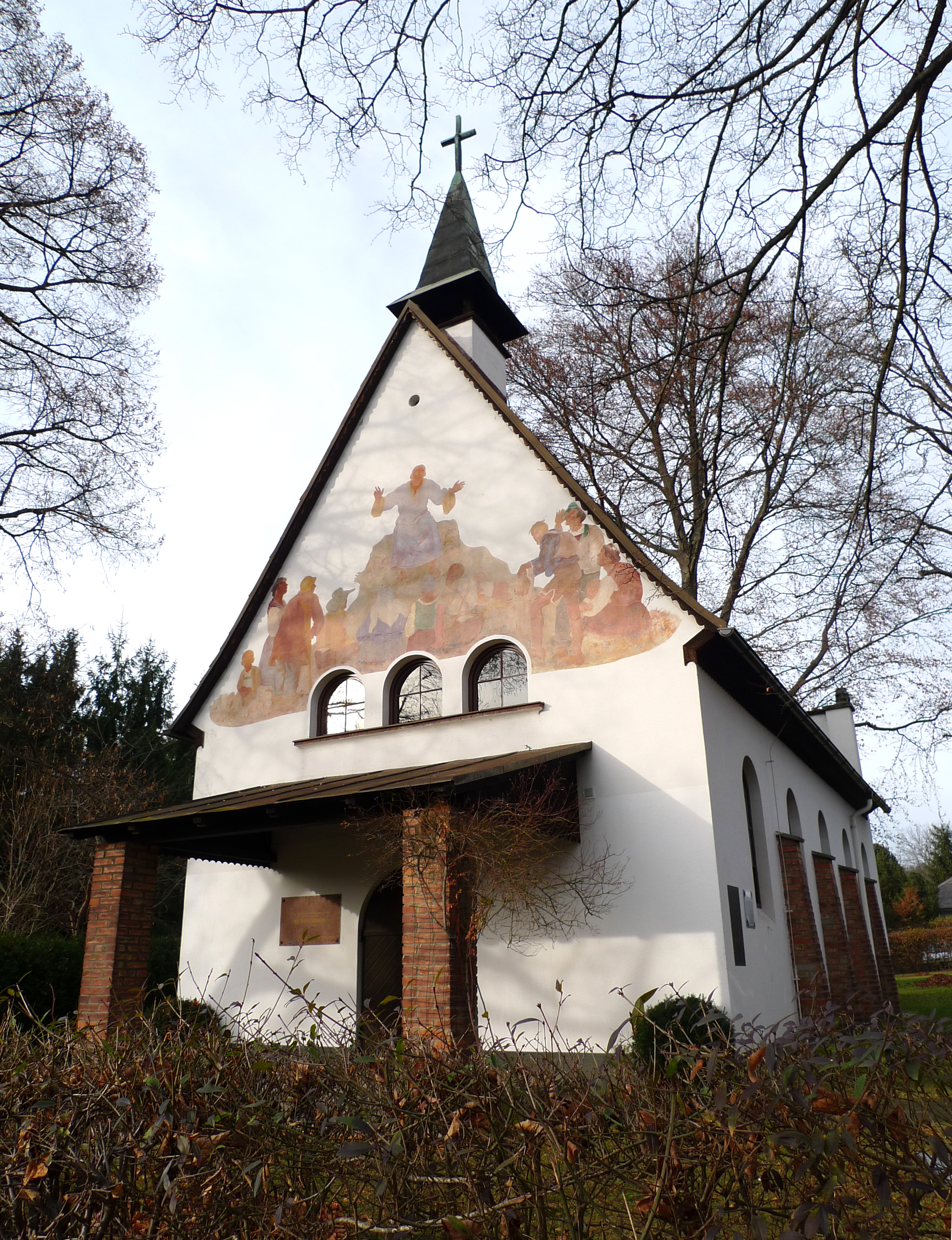
Bergkirche Frohnleiten

Die Bergkirche ist die evangelische Gemeindekirche von Frohnleiten im Bezirk Graz-Umgebung in der Steiermark. Sie gehört zur Evangelischen Superintendentur A. B. Steiermark der Evangelischen Kirche A.B. in Österreich. Die Kirche steht unter Denkmalschutz (Listeneintrag).

## Geschichte
1898 war im Rahmen der Los-von-Rom-Bewegung in Frohnleiten ein Verein der evangelischen Glaubensgenossen mit dem Ziel eines Kirchenbaus gegründet worden. 1905 wurde das betreffende Grundstück auf der Roseggerhöhe erworben, der Kirchenbau jedoch wegen des gleichzeitigen Baus der Friedenskirche in Peggau zurückgestellt. Erst 1935 konnte auf Initiative von Albert Schweizer das Bauvorhaben verwirklicht und im Oktober des Jahres die Kirche durch Superintendent Johannes Heinzelmann geweiht werden. Die Pläne zum Kirchenbau stellte der Grazer Architekt Franz Ludwig Herzog zur Verfügung. Das im Stil der Heimatschutzarchitektur errichtete Bauwerk stellt einen einfachen Saalbau mit steilem, von einem Dachreiter bekrönten Satteldach dar. Das Giebelfeld der Kirche gestaltete Switbert Lobisser durch ein Fresko mit dem Thema der Bergpredigt, deren Personen in steirischer Tracht wiedergegeben sind.